# Rosalina (protista)
Rosalina es un género de foraminífero bentónico de la familia Rosalinidae, de la superfamilia Discorboidea, del suborden Rotaliina y del orden Rotaliida. Su especie tipo es Rosalina globularis. Su rango cronoestratigráfico abarca desde el Eoceno hasta la Actualidad.

## Clasificación
Se han descrito numerosas especies de Rosalina. Entre las especies más interesantes o más conocidas destacan:
- Rosalina augur
- Rosalina bradyi
- Rosalina concinna
- Rosalina globularis
- Rosalina paupereques
- Rosalina vitrizea

Un listado completo de las especies descritas en el género Rosalina puede verse en el siguiente anexo.
En Rosalina se han considerado los siguientes subgéneros:
- Rosalina (Neoconorbina), aceptado como género Neoconorbina
- Rosalina (Tretomphalus), aceptado como género Tretomphalus